# ولنیتسه (ناحیه تشسکا لیپا)
ولنیتسه (به چکی: Velenice) یک منطقهٔ مسکونی در جمهوری چک است که در ناحیه تشسکا لیپا واقع شده‌است.